# Tropea
Tropea es un municipio italiano en la provincia de Vibo Valentia (Calabria). La población es un lugar de veraneo muy famoso junto al mar Tirreno, hacia el sur de Vibo Valentia y al norte de Ricadi y Capo Vaticano.

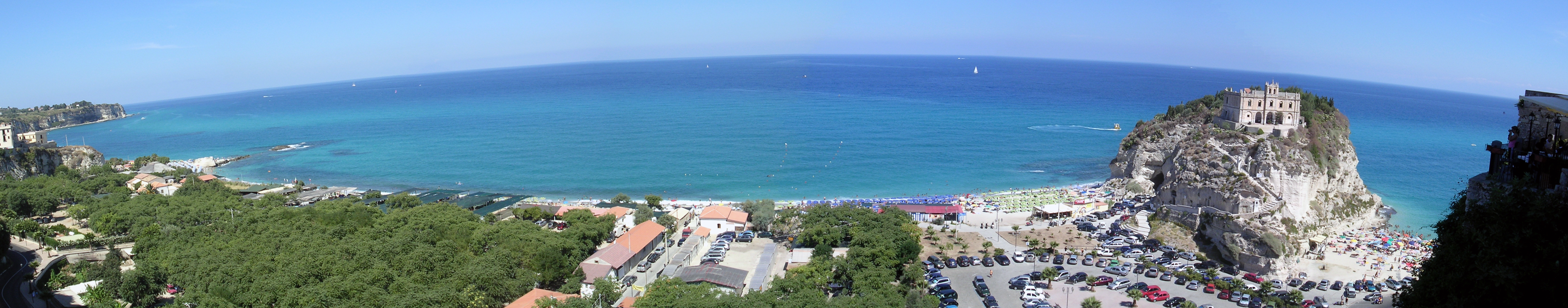
El mar de Tropea

## Enlaces externos

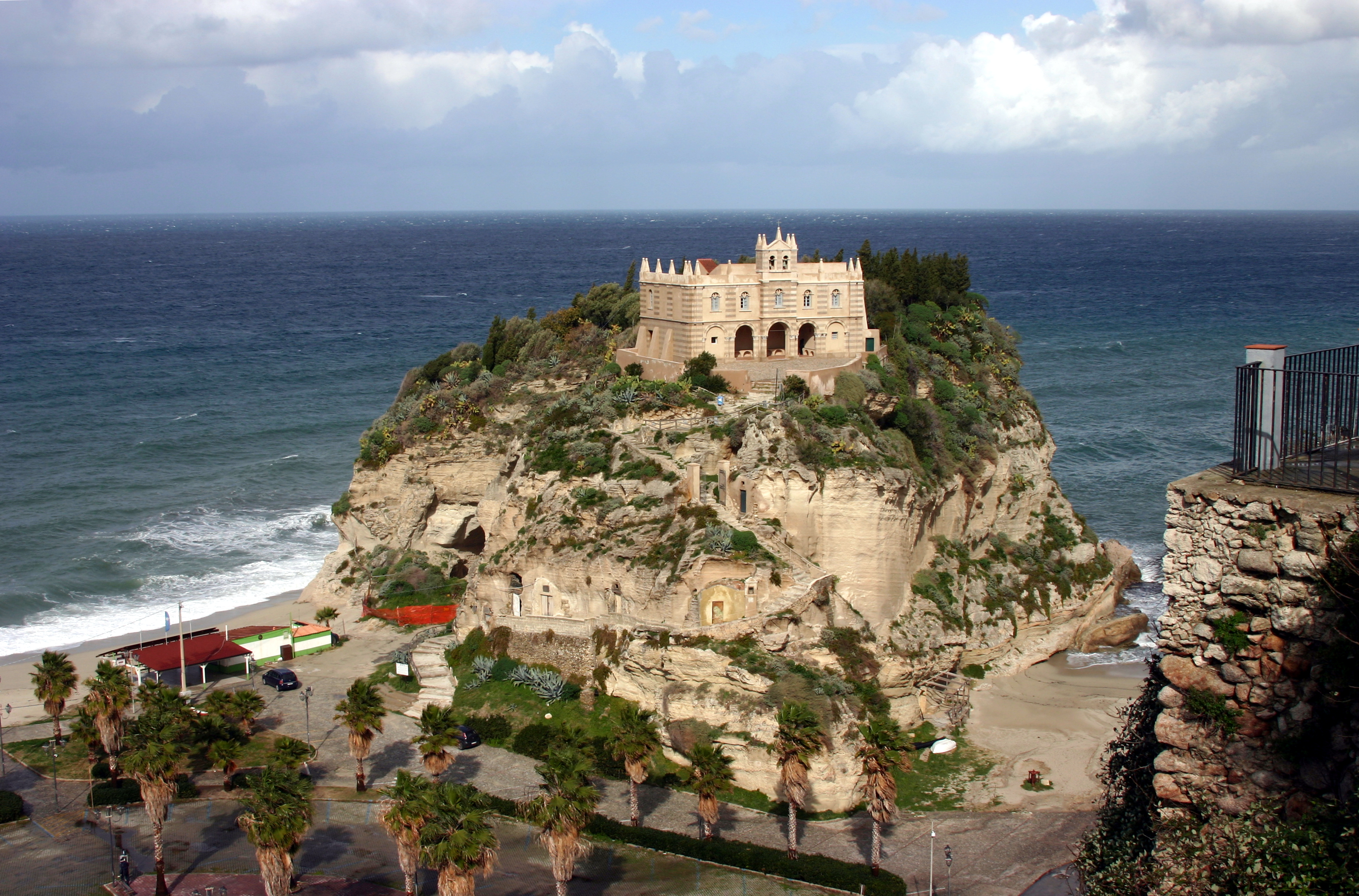
Monasterio de Santa María dell'Isola visto desda la Vía Indipendenza, Tropea.

## Evolución demográfica
| Gráfica de evolución demográfica de Tropea entre 1861 y 2001 |
|                                                              |
| Fuente ISTAT - elaboración gráfica de Wikipedia              |